# 弗里蒙特縣 (愛達荷州)
弗里蒙特縣（英語：Fremont County）是位於美国爱达荷州東部的一個縣，東鄰怀俄明州，北鄰蒙大拿州，面積4,910平方公里。根據2020年美國人口普查，共有人口13,388人。縣治聖安東尼。該縣成立於1893年3月4日，縣名紀念代表加利福尼亚州的聯邦參議員、共和黨第一名總統候選人約翰·弗里蒙特。